# Bittacus choui
Bittacus choui är en näbbsländeart som beskrevs av Hua och Tan 2007. Bittacus choui ingår i släktet Bittacus och familjen styltsländor. Inga underarter finns listade i Catalogue of Life.